# گورستان برگ چای
گورستان برگ چای مربوط به دوره اشکانیان است و در شهرستان مشگین‌شهر، بخش ارشق، دهستان ارشق مرکزی، روستای برگ چای واقع شده و این اثر در تاریخ ۲۷ اسفند ۱۳۸۶ با شمارهٔ ثبت ۲۲۶۰۹ به‌عنوان یکی از آثار ملی ایران به ثبت رسیده است.